# Nobody Lives For Ever
Nobody Lives For Ever (roman non traduit en français, le titre signifie littéralement « Personne ne vit éternellement ») est le cinquième roman de la série James Bond écrit par John Gardner. Il fut publié pour la première fois en 1986.

## Résumé
James Bond est en vacances en Europe au volant de sa Bentley Mulsanne Turbo. Il compte en profiter pour y récupérer May, sa gouvernante, qui se trouve dans une clinique autrichienne à la suite d'ennuis de santé.
Alors qu'il s'arrête dans une station essence, il repère une jeune femme, Sukie Tempesta, qui se fait agresser par deux voyous qui ont piqué dans la caisse. À l'aide de sa matraque télescopique Bond maitrise les deux hommes, attend la police avec Sukie et reprend sa route. Durant son trajet vers Strasbourg, il assiste à une explosion sur l'autoroute ; il s'agit du troisième incident de la journée (le premier étant deux hommes tombés à la mer pendant la traversée en ferry).
Le lendemain, 007 reçoit un coup de téléphone de Moneypenny qui l'informe qu'elle se trouve également en vacances dans les environs de Salzbourg, là où se trouve la clinique de May. En sortant de son hôtel, Bond croise un certain Paul Cordova, un membre du crime organisé newyorkais et reprend se route.
Plus tard, dans un autre hôtel, Bond entend une femme paniquer et crier à l'assassinat, il tombe sur le corps de Cordova. 007 croise ensuite Sukie Tempesta à la réception de l'hôtel et dine avec elle.
Un soudain coup de fil de Bill Tanner l'informe qu'il est en danger et que Steve Quinn, le résident du SIS à Rome, va bientôt le rejoindre.
Quinn rencontre Bond à son hôtel et l'informe qu'il y a un contrat sur sa tête. M a appris que qu'il y a une compétition, nommée la Head Hunt, et que la personne qui rapporterait la tête de Bond sur plateau d'argent à Tamil Rahani, le chef du SPECTRE (voir le précédent roman, Une question d'honneur) recevrait 10 millions de francs suisses. M estime qu'une trentaine de tueurs professionnels, notamment issues des Brigades rouges, de l'ancien SMERSH et de l'Union Corse (qui n'est plus dirigée par Marc-Ange Draco) sont à sa recherche ; ils s'entretuent d'ailleurs entre eux (d'où les récents "incidents" dont Bond a été témoin).
Le contrat expire dans trois mois car, Rahani, a reçu un choc à la colonne vertébrale lors de sa précédente fuite en parachute. Ceci a déclenché un cancer affectant la moelle épinière et les spécialistes ne lui donne que quatre mois à vivre.
007 reçoit un appel du directeur de la clinique, May et Moneypenny ont disparu. Elles ont été enlevées.
Bond décide de se rendre à la clinique et d'amener Sukie avec lui. Vue qu'elle devait retrouver une amie, Nannette "Nannie" Norrich, 007 décide aussi d'amener cette dernière avec lui.
Alors qu'il conduisait vers Salzbourg avec les deux femmes, la Bentley se fait attaquer par des tueurs. Il s'avère que Nannie a une arme et qu'elle aide 007 à se débarrasser de ses poursuivant.
Sukie raconte ensuite à Bond que Nannie est la présidente de NUB (Norrich Universal Bodyguards), une société de protection rapprochée. 
M informe Bond que les ravisseurs de May et Moneypenny ont promis de les relâcher saines et sauve s'il se rendait. 007 continue sa route jusque vers Salzbourg où il rencontre l'inspecteur chargé de l'enquête sur l'enlèvement, Heinrich Osten dit « Le grappin ».
Cependant l'inspecteur s'avère être un policier corrompu et, à l'aide de ses hommes, il sépare les filles de Bond, le désarme et l'amène dans un appartement. Osten lui explique qu'il est intéressé par la récompense de la Head Hunt et l'enferme seul dans un chambre en attendant l'arrivée de quelqu'un.
Bond s'attaque rapidement à la serrure grâce à sa ceinture créée par le département Q qui contient un ensemble d'outils miniatures. Une fois la porte ouverte, 007 découvre les corps sans vies de l'inspecteur Osten et de ses hommes...
Bond trouve Sukie et Nannie, elles sont encore en vie. Il téléphone au résident du SIS à Vienne qui lui envoie le commissaire Becker. Celui-ci apprend à Bond que, selon certains indices, May et Moneypenny ont été amenées à Francfort puis à Paris.
007 reçoit un coup de téléphone des ravisseurs : ils lui demandent de se rendre au Goldener Hirsch Hotel de Salzbourg avec Sukie et Nannie.
Alors qu'il est à l'hôtel pour y attendre d'autres instructions, Bond se fait attaquer par une chauve-souris vampire dans la salle de bain. Après qu'il est parvenu à s'en débarrasser, Bond reçoit un autre coup de téléphone des ravisseurs, ils lui demandent de se rendre dans un hôtel parisien avec les filles.
Cependant, Bond sait que les ravisseurs se trouvent à la Klinik Mozart et qu'ils ont pris le directeur, Kirchtum, en otage. Bond s'y infiltre, seul, et découvre que c'est Steve Quinn qui est derrière les coups de téléphone et que ce dernier travaille pour le Directorat S département huit du KGB, soit le nouveau nom du SMERSH.
Bond le capture, et menaçant sa femme, il obtient des informations : ils veulent qu'ils se rendent à Paris pour que quelqu'un vienne le chercher et l'amène à Tamil Rahani qui se trouve dans les Key West (Floride).
Bond regagne son hôtel et contact le Service. Il se rend ensuite à l'aéroport où un jet privé l'attend et s'envole vers la Floride avec les filles. Cependant, arrivé à l'aéroport international de Miami, il est accueilli par Steve Quinn et le Docteur Kirchtum... Ces derniers le font monter (sans les filles) dans un avion qui va en direction de Key West. Ils changent de véhicule pour une voiture, puis pour un bateau.
En mer, Sukie et Nannie interviennent, tuent Quinn et Kirchtum, et libèrent Bond. 007 fait l'amour avec Nannie et s'achète une combinaison de plongée pour infiltré Shark Island, l'île de Rahani.
Il s'introduit dans la propriété, repère Rahani, et alors qu'il s'apprête à le tuer, il est interrompu par Nannie ; elle pointe une arme vers lui. Celle-ci se révèle être une ennemie, ce qui n'est pas le cas de Sukie (qui n'est pas là).
Rahani, à qui le médecin lui estime un ou deux jours à vivre, promet à Bond que May et Moneypenny seront libérées une fois sa tête coupée.
Nannie amène Bond dans une salle d'exécution où se trouve une guillotine et l'enferme dans une cellule. Pour la dernière requête du condamné, Bond demande un plat d'œufs brouillés et une bouteille de Taittinger '73.  Pendant que Nannie part les chercher, 007 en profite pour s'attaquer à la serrure grâce à des gadgets créés par le département Q. Il entre dans la salle d'exécution et place des explosifs sous le lit de Tamil Rahani (qui dort dans la salle d'exécution) et regagne sa cellule.
Nannie revient et amène Bond à la salle d'exécution lorsque les explosifs explosent. Rahani meurt et 007 profite de la diversion pour s'enfuir et libérer May et Moneypenny. Ils se frayent un chemin jusqu'à la sortie où ils trouvent Sukie ; ayant compris que Nannie était une traitresse, elle lançait un assaut sur l'île avec l'US Navy.

## Personnages
- James Bond : il recherche sa gouvernante et la secrétaire de son patron, enlevées, tout en esquivant les chasseurs de primes qui le poursuivent.
- Tamil Rahani : le chef du SPECTRE, condamné par ses blessures, cherche à se venger de Bond avant de mourir en mettant sa tête à prix.
- Sukie Tempesta : jeune femme que Bond rencontre par hasard.
- Nannette "Nannie" Norrich : Amie de Sukie et présidente d'une société de protection rapprochée.
- Miss Moneypenny : la secrétaire de M, enlevée.
- May Maxwell : la gouvernante de Bond, également enlevée.
- Steve Quinn : le résident du SIS à Rome.
- M